# Cercospora moricola
Cercospora moricola är en svampart som beskrevs av Cooke 1884. Cercospora moricola ingår i släktet Cercospora och familjen Mycosphaerellaceae.   Inga underarter finns listade i Catalogue of Life.